# Saison 1 de 21 Jump Street
Chronologie
Saison 2
Cet article présente le guide des épisodes de la première saison de la série télévisée 21 Jump Street.

## Épisode 1:Un commissaire pas comme les autres -1repartie
- États-Unis : 12 avril 1987
- France :

- Barney Martin
- Brandon Douglas
- Reginald T. Dorsey

## Épisode 2:Un commissaire pas comme les autres -2epartie
- États-Unis : 12 avril 1987
- France :

## Épisode 3:Le Rêve américain
- États-Unis : 19 avril 1987
- France :

## Épisode 4:Pas touche au prof
- États-Unis : 26 avril 1987
- France :

- Josh Brolin

## Épisode 5:Un avenir brillant
- États-Unis : 3 mai 1987
- France :

- Josh Brolin (Taylor Rolator)

## Épisode 6:La Plus Mauvaise Soirée de votre vie
- États-Unis : 10 mai 1987
- France :

- Blair Underwood
- Tim Russ

## Épisode 7:Adieu Jenko
- États-Unis : 17 mai 1987
- France :

## Épisode 8:Mauvaise influence
- États-Unis : 24 mai 1987
- France :

- Sherilyn Fenn

## Épisode 9:Les Frères la terreur
- États-Unis : 31 mai 1987
- France :

- Christopher Heyerdahl

## Épisode 10:Tel père, tel fils
- États-Unis : 7 juin 1987
- France :

- Kurtwood Smith

## Épisode 11:Au creux de la vague
- États-Unis : 14 juin 1987
- France :

- David Paymer
- Sarah G. Buxton

## Épisode 12:Mannequin à vendre
- États-Unis : 21 juin 1987
- France :

## Épisode 13:Changement de leader
- États-Unis : 28 juin 1987
- France :

- Jason Priestley